# Hambleton (Selby)
Pour les articles homonymes, voir Hambleton.
Hambleton est un village et une paroisse civile du Yorkshire du Nord, en Angleterre.